# Моркамско крайбрежие и естуар на Люн
Моркамско крайбрежие и естуар на Люн (на английски: Morecambe Coast and Lune Estuary) е географска област в северозападна Англия, графство Ланкашър, крайбрежна низина на източния бряг на Моркамския залив.
Разположена е между Варовиците на Моркамския залив на север, Боуленд Фриндж на изток, Ланкастърско-амаундърнеската равнина на юг и Моркамския залив на запад. С площ 132 квадратни километра и население около 126 000 души областта е гъсто населена, като в средната ѝ част е разположено ядрото на градската агломерация на Ланкастър.